# Sirisha Bandla
Sirisha Bandla, en télugu: శిరీష బండ్ల, (Guntur, c. 1988) es una ingeniera aeronáutica y turista espacial indio-estadounidense. Desde 2021, es la vicepresidenta de Asuntos Gubernamentales y Operaciones de Investigación de Virgin Galactic. Voló en la misión Virgin Galactic Unity 22, lo que la convirtió en la segunda mujer nacida en la India en ir al espacio y la cuarta persona de ascendencia india en cruzar la línea de Kármán después de Rakesh Sharma, Kalpana Chawla y Sunita Williams.

## Trayectoria
Bandla nació en una familia hindú télugu del distrito de Guntur, en Andhra Pradesh. Después de su nacimiento, la familia se mudó a Tenali. Hasta los cinco años, vivió entre la casa de su abuelo en Hyderabad y la casa de su abuela en Tenali. Más tarde, en 1991, se mudó con sus padres a Houston, Estados Unidos.
Se graduó en ingeniería aeronáutica y astronáutica en la Universidad Purdue, en 2011. Posteriormente, en 2015, obtuvo su maestría en administración de empresas en la Universidad George Washington. Bandla esperaba convertirse en astronauta de la NASA, pero fue descartada por motivos médicos debido a su vista. Trabajó como ingeniera aeroespacial diseñando componentes para aeronaves avanzadas en L-3 Communications, en Greenville (Texas), y para la Commercial Spaceflight Federation junto a Matthew Isakowitz, donde promovía la industria espacial comercial. Más tarde cofundó el Programa de Becas Matthew Isakowitz, en su honor.
Bandla se unió a Virgin Galactic en 2015, donde se desempeña desde enero de 2021, como vicepresidenta de asuntos gubernamentales. El domingo 11 de julio de 2021, viajó en el vuelo de prueba Virgin Galactic Unity 22, junto a Richard Branson, Dave Mackay, Michael Masucci, Beth Moses y Colin Bennett. Durante el vuelo, dirigió un experimento de la Universidad de Florida para investigar cómo reaccionan las plantas al cambio de gravedad. Este vuelo espacial alcanzó una altura de 89,9 km sobre la superficie de la Tierra, sin embargo, como no era miembro de la tripulación de vuelo (ya que el VF-01 era un lanzamiento automatizado), la Administración Federal de Aviación la clasificó como turista espacial.
Forma parte del Consejo de Administración de la American Astronautical Society, la Future Space Leaders Foundation y es miembro del Young Professional Advisory Council de la Universidad de Purdue.
Fue nombrada como una de las 100 mujeres de la BBC en diciembre de 2022.